# سباق الشاي الكبير (1866)

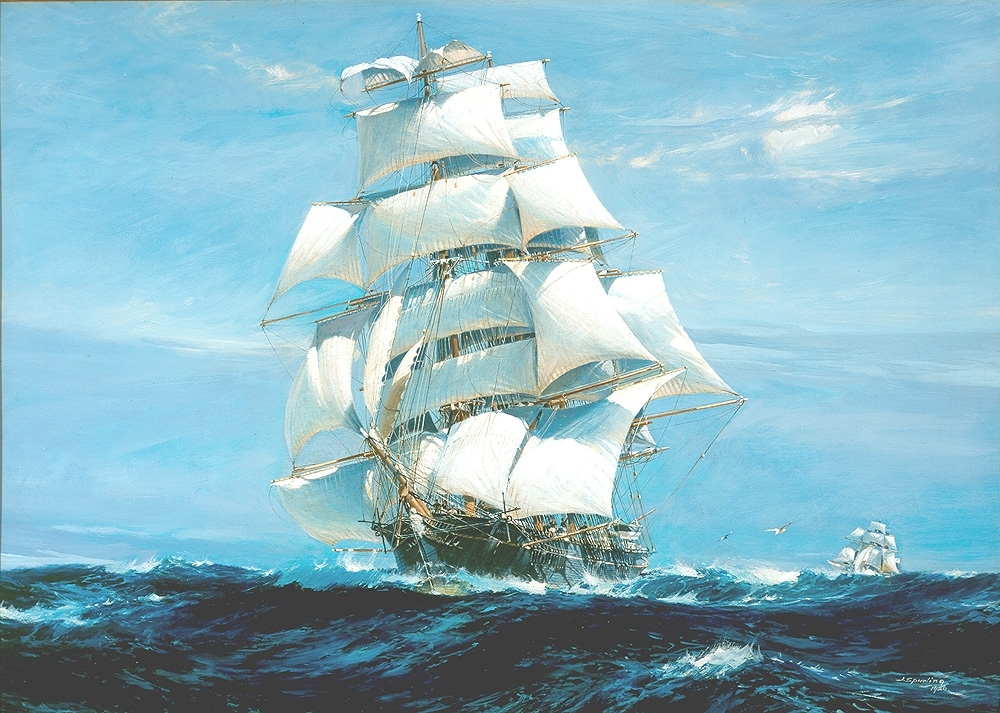
تايبينغ آرييل (كليبر) يتسابقان إلى الديار مع شاي الموسم الجديد، بريشة جاك سبيرلينغ

سباق الشاي الكبير لعام 1866 هو أحد السباقات غير الرسمية، التي جرت في الثلث الأوسط من القرن التاسع عشر، حيث كانت السفن الشراعية السريعة [الإنجليزية]  التي تحمل شحنات الشاي من الصين إلى بريطانيا تتنافس لتكون أول سفينة ترسو في لندن مع محصول الموسم الجديد. حظي هذا السباق بمتابعة حثيثة في الصحافة، حيث كانت النهاية مُتقاربة للغاية. رست سفينة تايبينغ [الإنجليزية] قبل 28 دقيقة من سفينة وآرييل [الإنجليزية]- بعد رحلة بحرية تزيد عن أربعة عشر ألف ميل. كانت سفينة أرييل مُتقدمة عندما سحبت قوارب قطر بخارية السفينتين قبالة ديل [الإنجليزية] ، ولكن بعد الانتظار للمد والجزر في غريفزند [الإنجليزية]، كان العامل الحاسم هو ارتفاع المد الذي يُمكن من خلاله دخول الأحواض المُختلفة التي تستخدمها كل سفينة. رست السفينة الثالثة، سيريكا [الإنجليزية]، بعد ساعة و15 دقيقة من سفينة أرييل. غادرت هذه السفن الثلاث الصين في نفس المد ووصلت إلى لندن بعد 99 يومًا لترسو في نفس المد. وصلت السفينة التالية، فيري كروس [الإنجليزية]، بعد 28 ساعة، تليها في اليوم التالي سفينة تيتسينغ [الإنجليزية].
نظرًا للنهاية المتقاربة، وخوفًا من أن يجد المستلمون التجاريون [الإنجليزية] سبباً لتجنب الدفع، فقد طالبت سفينة تايبينغ بالجائزة، أو «العلاوة»، ولكن تم تقاسمها بينها وبين سفينة أرييل، باتفاق وكلائهما ومالكيهما.  كان عام 1866 هو آخر مرة كُتب فيها علاوة في بوليصة شحن سفينة شاي سريعة للرسو في لندن مع أول محصول جديد.  على الرغم من أن السفن السريعة تسابقت بشحنات الشاي لبضع سنوات أخرى، إلا أن الميزة التجارية الوحيدة كانت في السمعة كسفينة سريعة، وبالتالي ضمان سعر شحن أفضل في المستقبل.
في حين أن نتيجة سباق الشاي أثارت حماس مُتابعيها، كان من الواضح للبعض أن أيام سفينة الشاي السريعة  باتت معدودة. أبحرت السفينة البخارية المُساعدة إيرل كينج [الإنجليزية] من فوزهو  بعد أرييل بثمانية أيام، وكانت تحمل على متنها ركابًا وشحنة من الشاي. وصلت إلى لندن قبل 15 يومًا من وصول السفن الشراعية. كانت سفينة إس إس أغاممنون [الإنجليزية]، وهي سفينة أكثر كفاءة في استهلاك الوقود من مثيلاتها في ذلك الوقت، قد حققت للتو أسرع رحلة ذهاب إلى الصين على الإطلاق في 65 يومًا وكانت في طريقها إلى لندن بشحنة من الشاي كانت أكبر بمرتين أو ثلاث مرات مما يُمكن أن تحمله سفينة شراعية سريعة. كانت قناة السويس قيد الإنشاء. وهذا من شأنه أن يوفر طريقًا أقصر كثيرًا، مما أدى إلى تفضيل السفن البخارية، حيث لم تكن القناة خيارًا عمليًا للسفن الشراعية.

## خلفية
وصل الشاي من الصين إلى أوروبا في القرن السابع عشر، ولكن باعتباره سلعة فاخرة، لم يُنقل بكميات كبيرة حتى القرن التاسع عشر. ظلت الصين المركز الرئيسي للإنتاج حتى أواخر القرن التاسع عشر. انتهى احتكار شركة الهند الشرقية البريطانية لتجارة الشاي من الصين إلى بريطانيا في عام 1834. كان هذا الانفتاح على المنافسة يعني الحاجة إلى سفن أسرع، حيث تنافس التجار على أن يكونوا الأوائل في السوق مع كل محصول جديد من الشاي. على عكس سفن إيست إنديامان [الإنجليزية] الأبطأ التي كانت تنقل الشاي خلال احتكار الشركة، صُممت سفن «كليبر» لتكون سريعة. عادةً ما تحصل تلك التي حققت رحلات سريعة بشكل خاص على سعر شحن أعلى من غيرها.  كان تجار الشاي بالجملة يذكرون في الإعلانات السفينة التي كانت تحمل الدفعات المختلفة التي تُباع. غالبًا ما كان الشاي الذي يُحمل في وقت مبكر في الصين ذا جودة أقل إلى حد ما من ذلك الذي أصبح متاحًا بعد بضعة أسابيع في الموسم. ومع ذلك، كان هذا ما تحمله السفن الأولى العائدة إلى الوطن ويُباع للجمهور مع ميزة الرحلة السريعة. 
كان من الممكن أن تكون أول شحنة شاي تصل إلى الموانئ تُحقق أرباحًا كبيرة لتجار الشاي، لذلك قدموا حوافز. حصلت سفينة «فيجن» على علاوة قدرها جنيه إسترليني إضافي واحد للطن مُضمنة في بوليصة شحنها، تُدفع إذا كانت أول من يرسو. في عام 1855، تسابقت سفينتا «موري» و«لورد أوف ذا آيلز» على علاوة قدرها جنيه إسترليني واحد للطن، حيث فازت الأخيرة بحصولها على قارب قطر أفضل للوصول إلى أعلى النهر. تجدر الإشارة إلى أن العلاوة لم تُكافئ ببساطة أسرع رحلة، حيث كان التحميل السريع للشحنة والمغادرة الفورية من العوامل المهمة. عرض المرسِلون علاوة قدرها 10 شلنات للطن على أول سفينة ترسو في لندن. فازت بها سفينة فيري كروس [الإنجليزية]، التي فازت أيضًا في أعوام 1862 و1863 و1865. 
في ذلك الوقت، كان بإمكان أي شخص لديه اهتمام خاص بالشحن أو الأعمال التجارية متابعة أداء سفن الشاي السريعة بسهولة من خلال عمود «أخبار الشحن» في صحيفته - وكانت تجارة الشاي تُناقش في قسم السلع في عمود الأعمال. بدأت أقسام «الأخبار» في الصحف في التعليق على أول سفينة ترسو اعتبارًا من عام 1857. بحلول عام 1866، كان اهتمام الصحف في أوجه، مع التكهنات والتحديثات والتقارير التفصيلية. وضع عديد الرهانات على نتيجة السباق، في لندن وهونغ كونغ وموانئ بريطانيا، ومن قبل قباطنة وأطقم السفن المعنية. 

## المتنافسون

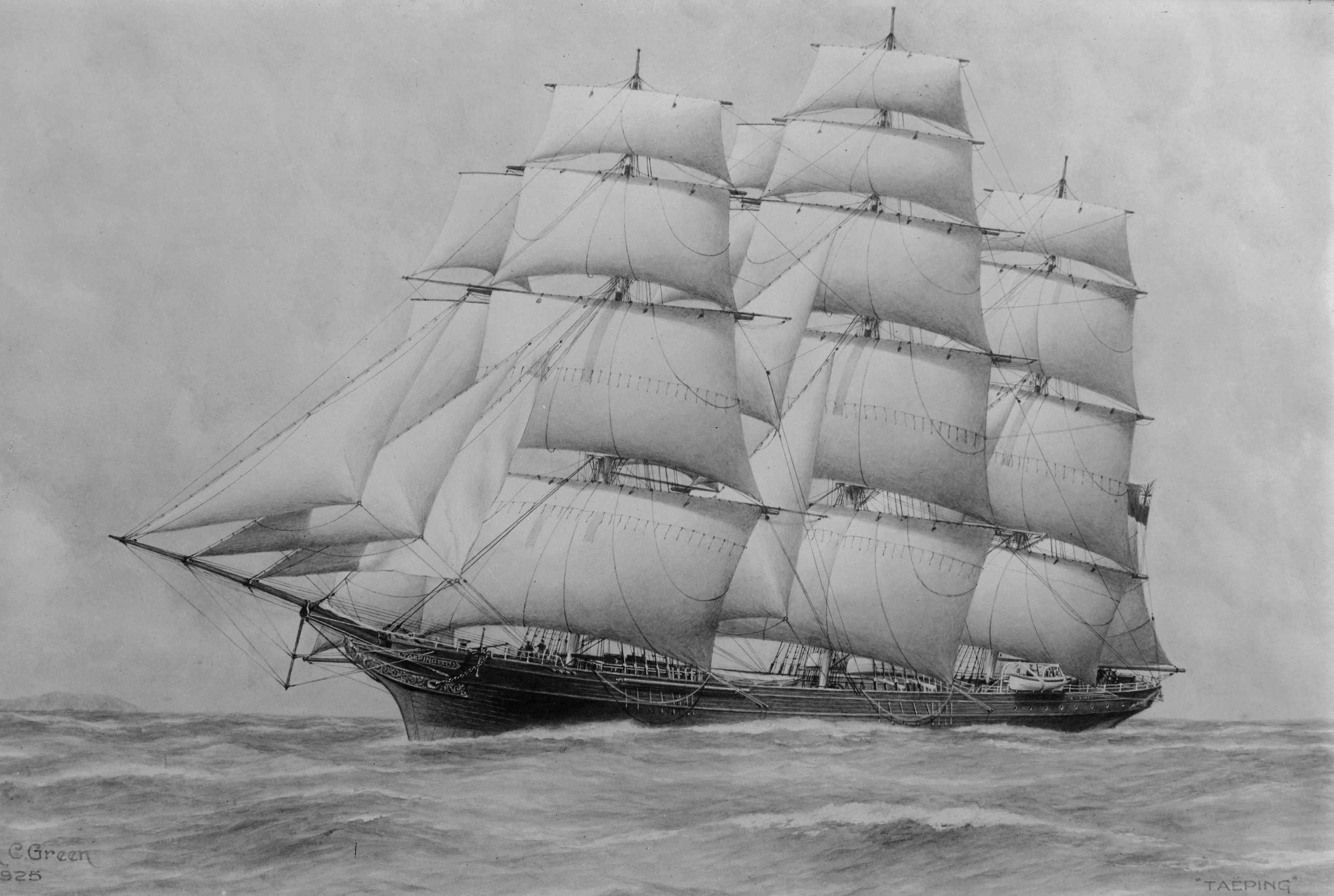
تايبينغ

كانت تجارة الشاي من الصين مشروعًا ضخمًا. يذكر ماكغريغور 57 سفينة أبحرت في موسم الشاي 1866 – 1867 م، مع تحذير واضح بأنه لم تُدرج كل سفينة - فقط تلك التي بحث عنها.    على مدار الموسم، أبحرت هذه السفن من عدة موانئ: فوتشو، هانكو، شانغهاي، ووسونغ [الإنجليزية]، كانتون وهونغ كونغ. تمتد معظم تواريخ المغادرة من نهاية مايو 1866 إلى فبراير 1867.  في مايو 1866، تجمعت ستة عشر سفينة من أفضل السفن الشراعية في مرسى باغودا على نهر مين [الإنجليزية]، أسفل النهر من فوزهو. وفقًا لتقدير العملاء المتمركزين في الصين، ستُحمل السفن الأسرع أولاً.  ومع ذلك، لم يكن الأسرع هو الذي يبحر أولاً دائمًا، حيث كان ذلك يعتمد إلى حد كبير على حمولة السفينة ومكانة وتأثير الوكيل المحلي.  
وكان المتسابقون الأوائل في سباق الشاي عام 1866 هم:
- آرييل [الإنجليزية] ، أُطلقت في عام 1865. كان يُعتقد أنها الأسرع في عصرها، حيث صُممت لتحقيق أداء ممتاز في الرياح الخفيفة.كان الجانب السلبي لذلك هو أنه في العواصف الشديدة، كان يجب تقليل الأشرعة بسرعة أو حتى إيقاف السفينة تمامًا، حيث أن خطوطها المُفرطة جعلتها عُرضة لغمر مؤخرة السفينة أو، إذا كانت تتجه نحو الريح، فسوف تتضرر بسبب الأمواج التي تجتاح سطح السفينة.[15][17] كانت ذات هيكل مُركب[ط]، بُنيت في حوض في حوض شركة روبرت ستيل [الإنجليزية] في غرينوك على نهر كلايد. كانت تحمل 100 طن من الصابورة الحديدية الثابتة، المصبوبة لتناسب الجزء السفلي من الهيكل، بالإضافة إلى 20 طنًا إضافيًا من الصابورة الحديدية المتحركة. يُعطي هذا مؤشرًا على طبيعة تصميمها "الشبيهة باليخت".[15]
- كانت فيري كروس [الإنجليزية][ي] أول سفينة شحن شاي تصل إلى الوطن في أعوام 1861 و1862 و1863 و1865. وباعتبارها سفينة قديمة بعض الشيء، بُنيت في عام 1860، فقد سبقت القبول الواسع للهيكل المركب، لذا بُنيت من الخشب. ومع ذلك، كانت مليئة بأحدث التقنيات؛ على سبيل المثال الصواري الفولاذية والأشرعة العلوية [الإنجليزية] ذات الشراع الدوارة الحاصلة على براءة اختراع كانينغهام.[18]
- كانت سيريكا [الإنجليزية]، التي أُطلقت في عام 1863، سفينة أخرى بنتها شركة روبرت ستيل وشركاه [الإنجليزية]، وكانت السفينة الخشبية قبل الأخيرة من هذا الحوض قبل أن ينتقلوا إلى الهيكل المُركب. كانت أول سفينة تعود إلى الوطن من الصين في عام 1864، وتفوقت عليها سفينة فايري كروس بفارق ضئيل[يا] في عام 1865.[19]
- كانتتيتسينغ [الإنجليزية] سفينة أخرى بُنيت على نهركلايد، ذات بنية مركبة. أُطلقت من حوض بناء تشارلز كونيل وشركاه في غلاسكو في عام 1865، لذا كانت في أول رحلة لها إلى الصين.[20]
- كانت تايبينغ [الإنجليزية] أول سفينة ذات هيطل مركب بنتها شركة روبرت ستيل وشركاه[يب]، وأُطلقت في عام 1863. في رحلتها الأولى، فقدت صاريها في إعصار قبالة فورموزا ، وفقدت الصاري الأمامي والصاري الرئيسي والصاري العلوي. بعد الإصلاحات في أموي ، قطعت مسافة سريعة بشكل ملحوظ في 89 يومًا إلى لندن.[21]

## الحمولة

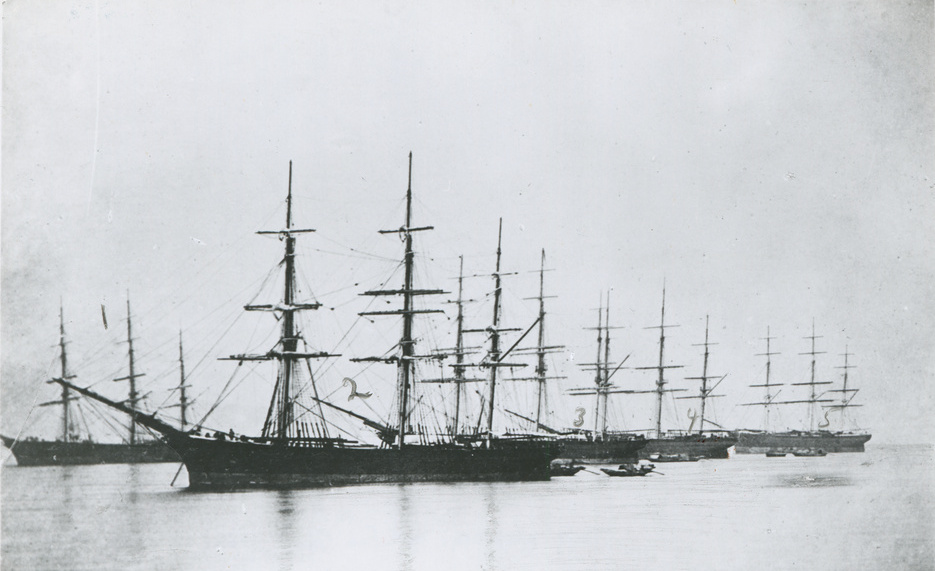
مرسى الباغودا، فوتشو، عام 1866. اصطفت سفن الشاي الشراعية في انتظار حمولتها. في الصورة من اليسار إلى اليمين - ، و، و، و، و

لم يكن السباق مجرد اختبار للإبحار، بل كان أيضًا اختبارًا للإدارة الفعالة في ميناء المغادرة. كانت كل سفينة بحاجة إلى أن تكون جاهزة لاستقبال شحنتها. جُهّز عنبر الشحن عن طريق نشر طبقة من الحصى النظيف عبر القاع للعمل بمثابة صابورة. كان هذا بالإضافة إلى الصابورة الحديدية التي تحملها هذه السفن السريعة المُفرطة. كانت هناك حاجة إلى ما بين 150 و200 طن من الحصى، وسُوي ليتبع منحنى سطح السفينة أعلاه، على مسافة مُقاسة بدقة لتكون عددًا صحيحًا من صناديق الشاي. وصل الشاي في قوارب نقل تُسمى "قوارب تشوب" . حُملت الصناديق ذات القيمة المنخفضة أولاً كطبقة عبر الصابورة، مع تعبئة بعض الحصى بين الصناديق وجانب العنبر. بعد ذلك، تُحمل الحمولة الرئيسة في طبقات أخرى، مع تعبئتها بعناية بواسطة عمال الشحن والتفريغ الصينيين الممتازين.
على الرغم من العناية المُتخذة، كان من الممكن إنجاز التحميل بسرعة. في خمسينيات القرن التاسع عشر، حملّت سفينة 8 000 صندوق من الشاي و1 141 بالة من الحرير في 17 ساعة عمل مقسمة على يومين.
في 24 مايو، أولى قوارب النقل مع الشاي، المُعبأ في صناديق، جاهزة للتحميل. على متن "أرييل"، حُمّلت الطبقة الأولى المكونة من 391 صندوقًا و200  نصف صندوق. بحلول 27 مايو، كان لديها 16 قارب نقل بجانبها، حيث كان عمال الشحن الصينيون يعملون على مدار الساعة لتخزين الجزء الرئيسي من الشحنة. في الساعة 2 ظهرًا يوم 28 مايو، انتهت المهمة، بإجمالي 1 230 900 رطل من الشاي. كانت "أرييل" أول من أكمل التحميل. في الساعة 5 مساءً، فكت أرسها وتحركت أسفل النهر لترسو ليلًا، استعدادًا لبداية مبكرة.
كانت المهمة نفسها جارية على متن سفن أخرى في المرسى. كانت "فايري كروس" التالية التي انتهت، بعد حوالي 12 ساعة، حيث حمّلت 854 236 رطلاً. أهمل سيدها، الكابتن روبنسون، في عجلة من أمره للإبحار، إكمال أوراقه أو التوقيع على سندات الشحن الخاصة به - مما أثار غضب الكابتن إينيس من سيريكا [الإنجليزية]. تمكنت "تايبينغ" و"سيريكا" من الانطلاق معًا، بعد أن حمّلتا 1 108 700 رطل و954 236 رطل على التوالي. كانت "تايتسينغ"، مع حمولة 1 093 130 رطل، متأخرة بيوم واحد.

## إلى البحر
بدأت أرييل في رفع مرساتها في الساعة الخامسة صباحًا في اليوم التاسع والعشرين ومع وجود الباخرة البخارية آيلاند كوين التي تسحب إلى جانبها، اتجهت إلى أسفل النهر باتجاه البحر. غادر مرشد النهر وأُرسلت القاطرة إلى الأمام للسحب. ثم شكل نهر مين سريع الجريان مشاكل للقاطرة ذات القوة المنخفضة حيث واجهت التيارات الدوامية واضطرت أرييل إلى الرسو لاستعادة السيطرة على الوضع. بحلول هذا الوقت كان الجزر منخفضًا. مع متوسط غاطس يبلغ 18 قدمًا و 5.5 بوصة، لم يكن هناك ما يكفي من الماء لتتمكن من عبور الحاجز الرملي. زاد إحباط الكابتن كاي بسبب فايري كروس، مع قارب قطر أقوى وغاطس أقل بكثير، وهي تسحب بجانبها وتخرج إلى البحر. ثم ساءت الأحوال الجوية: الرؤية الضعيفة تمنع المغادرة الآمنة في المد التالي. في صباح يوم الثلاثين، وصلت أرييل أخيرًا إلى البحر، ولكن مع تايبينغ وسيريكا على بعد دقائق قليلة وفايري كروس متقدمة بـ 14 ساعة. في التأخير النهائي، لم تستطع "أرييل" ترك مرشدها على متن "آيلاند كوين"، حيث انقلب قارب القطر عند إطلاقه ، لذلك كان لا بد من استدعاء قارب إرشاد.
كان لدى ثلاثة من المتسابقين الأوائل الآن بداية متساوية في السباق كما يأمل أي مُشاهد. كانت هناك رياح شمالية شرقية معتدلة وكان المسار المحدد هو «جنوبًا باتجاه الشرق بنصف الشرق». وضعت الثلاثة أشرعتهم السماوية [الإنجليزية] الرئيسة والصاري الأمامي والأشرعة الجانبية [الإنجليزية] السفلية. كانت "أرييل" تتجاوز ببطء السفينتين الأخريين، ولكن بعد ذلك ساءت الأحوال الجوية وفقدوا رؤية بعضهم البعض، واستمروا في السباق دون رؤية في المطر.

## تقارير الصحف
ظهرت التقارير الإخبارية عن البداية في الصحف البريطانية منذ 11 يونيو، عندما نشرت صحيفة بال مول [الإنجليزية] قائمة بأول أربع سفن بدأت الرحلة، وأسماء بقية السفن التي تنتظر الإبحار. كانت المعلومة الإضافية الوحيدة هي أن «المراهنات في هونغ كونغ مرتفعة للغاية». وقد نُسخ هذا على نطاق واسع في الصحف الأخرى. ومن توقيت النشر، يجب أن نفترض أن هذا الخبر سُلم باستخدام طريق الإبراق الكهربائي البري من غالي في سريلانكا.
أُبلغ عن الأخبار بالبريد في 10 أغسطس، مع إعطاء تواريخ البدء وتواريخ المرور عبر أنجر، على الجانب الجنوبي من مضيق سوندا.
كانت التقارير التالية تتحدث عن أرييل وتايبينغ وهما متجهان إلى القناة الإنجليزية، تلاها العديد من التقارير عن النهاية بدرجات متفاوتة من التفاصيل.

## المسار

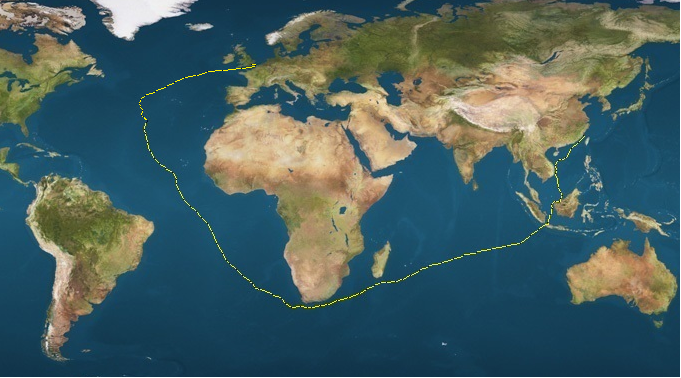
رحلة أرييل إلى الوطن، 1866

طريق الإبحار من موانئ الشاي في الصين إلى لندن يمر عبر بحر الصين، ثم المحيط الهندي، متجاوزًا موريشيوس، ثم يدور حول الطرف الجنوبي لأفريقيا إلى المحيط الأطلسي، وعادةً إلى الغرب من جزر الأزور قبل التوجه نحو القناة الإنجليزية. كانت الاختلافات الرئيسية تكمن في بحر الصين، حيث اعتمدت السفن استراتيجيات مختلفة لالتقاط الرياح المواتية. يمكن الوصول إلى المحيط الهندي مباشرة عبر مضيق سوندا. ومع ذلك، قد تفرض الظروف الجوية أو قرارات القبطان الحذرة استخدام «الممر الشرقي». يعني ذلك الإبحار إلى المحيط الهادئ، عبر الساحل الشرقي لفورموزا والفلبين، ومن ثم عبر مضيق غيلولو، وممر بيت، ومضيق أومباي [الإنجليزية] إلى المحيط الهندي. لم يكن هذا الطريق الأطول يؤدي بالضرورة إلى إبطاء الرحلة؛ فقد استغرقت السفينة السير لانسلوت [الإنجليزية] 99 يومًا من ووسونغ إلى لندن عبر هذا الطريق عام 1867. 
تُقدر المسافة بين فوزهو ولندن بأكثر من 14,000 ميل وفقًا لماكغريغور. بينما سجلت السفينة أرييل حوالي 15 800 ميل بحري في رحلتها من الصين إلى لندن عام 1866.
يبدأ موسم الشاي خلال المراحل المبكرة من الرياح الموسمية الجنوبية الغربية في بحر الصين، ما يعني مواجهة رياح معاكسة ورياح خفيفة أو متقلبة بالإضافة إلى عواصف مفاجئة. لذلك، فضل العديد من القباطنة المتوجهين إلى مضيق سوندا الإبحار غربًا نحو ساحل أنام [الإنجليزية]  لالتقاط نسائم البر. كان ذلك يتطلب تغيير اتجاه الإبحار في اللحظة الأنسب لتكون السفينة قريبة من الساحل عند بدء نسيم البر، غالبًا في منتصف الليل.  كان العبور إلى ساحل أنام يعني المرور عبر جزر باراسيل ، وهي منطقة من الجزر المنخفضة والشعاب المرجانية التي كانت تشكل مخاطر واضحة.   من ساحل أنام، كان الطريق المعتاد هو التوجه جنوبًا إلى ساحل بورنيو ، مرة أخرى للاستفادة من نسائم البر والبحر.   
انت عبور بحر الصين تحديًا رئيسيًا يؤثر على وقت الرحلة الكلي إلى لندن. وواجهت السفن مخاطر ملحوظة، خاصة مع غياب الخرائط الدقيقة والمفصلة في ذلك الوقت.  
في سباق عام 1866، اتجهت السفن الخمس الأولى نحو مضيق سوندا، مبحرة عبر جزر باراسيل، نزولاً إلى ساحل أنام، ثم جنوبًا نحو بورنيو في طريقها إلى أنجير على الجانب الجنوبي من مضيق سوندا.

## في المسار

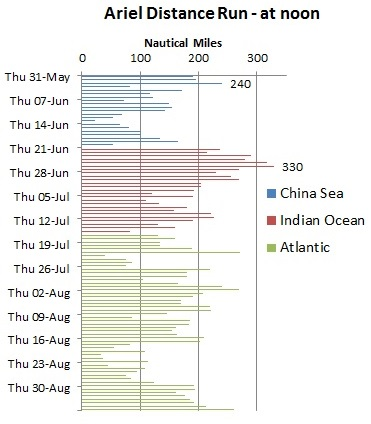
مسافة الإبحار اليومية لأرييل في سباق الشاي عام 1866

قبل أن تعبر السفينة أرييل مصب نهر مين، بدأ القبطان كي وفريقه العمل على تعديل توازن السفينة بين مقدمتها ومؤخرتها، وهو عملية استمرت لأكثر من أسبوعين. كانت هناك حاجة لتعديلات إضافية خلال الرحلة مع استهلاك المخزون والمياه. تم تعديل الغاطس المحمل من 18 قدمًا و8 بوصات في المقدمة و18 قدمًا و3 بوصات في المؤخرة ليصبح 18 قدمًا و1 بوصة في المقدمة و18 قدمًا و3 بوصات في المؤخرة، عن طريق نقل جزء من الحمولة إلى المقصورة الخلفية وتحريك المواد الثقيلة القابلة للتحريك، مثل الحبال الضخمة، والبراميل المحملة بلحم الخنزير المملح، والصواري الاحتياطية نحو المؤخرة. أدى ذلك إلى تحسين أداء التوجيه والإبحار بشكل عام. واستمرت عمليات التعديل بالتوازي مع ضبط الأشرعة ورفعها وإنزالها وأعمال الصيانة والإصلاحات.
في بداية السباق، رصدت أرييل السفينة تايبينغ في الثاني من يونيو أثناء اتباع ساحل أنام [الإنجليزية] ، ثم مرة أخرى في التاسع والعاشر من الشهر ذاته بالقرب من ساحل بورنيو، على بعد حوالي 760 ميلًا بحريًا جنوب الموقع السابق. في العاشر من يونيو، كانت تايبينغ على بعد حوالي 4 أميال من أرييل، وأشارت إلى أنها تجاوزت فيري كروس في الثامن من يونيو، مما وضع أرييل في المقدمة.
مع تقدم السفن عبر المحيط الهندي والتفافها حول الطرف الجنوبي لإفريقيا، اشتد التنافس بين السفن الثلاث الأولى، حيث تناوبت على الصدارة. نجحت سيريكا في تعويض الكثير من الوقت الضائع بحلول الوقت الذي كانت فيه السفن تمر بجزيرة سانت هيلينا.
شهد السباق رؤية أخرى بين المشاركين في التاسع من أغسطس، عندما تبادلت تايبينغ وفيري كروس الإشارات على بعد حوالي 12 درجة شمال خط الاستواء في المحيط الأطلسي. ومع أن الرياح كانت خفيفة ومتقلبة، ظلت السفينتان مترافقتين حتى 27 أغسطس، عندما ظهرت نسمة ريح حملت تايبينغ بعيدًا عن الأنظار في غضون أربع أو خمس ساعات، بينما بقيت فيري كروس بلا ريح لمدة 24 ساعة إضافية.
مع اقتراب السفن من جزر الأزور، تقلصت المسافات بين السفن الخمس. عبرت أرييل، وفيري كروس، وتايبينغ، وسيريكا جميعها بالقرب من جزر فلوريس في 29 أغسطس، بينما كانت تايتسينغ متأخرة بـ48 ساعة. وكانت النقطة التالية في السباق هي دخول القناة الإنجليزية.

## المراحل النهائية
رصدت السفينة أرييل ضوء بيشوب [الإنجليزية] في الساعة 1:30 صباحًا يوم 5 سبتمبر 1866. وبكل أشرعتها مرفوعة، اندفعت نحو مدخل القناة الإنجليزية. مع بزوغ الفجر، ظهرت سفينة أخرى على الجانب الأيمن، كانت بدورها تستخدم كل شراع متاح. قال القبطان كي لاحقًا: «أخبرني حدسي أنها السفينة تايبينغ»، وكان على حق. حملت رياح قوية من الغرب والجنوب الغربي السفينتين عبر القناة بسرعة 14 عقدة. مرّت أرييل بجوار رأس ليزارد [الإنجليزية] في الساعة 8:00 صباحًا، ونقطة ستارت [الإنجليزية] عند الظهر. كانت السفينتان قبالة بورتلاند حوالي الساعة 6:00 مساءً، ورأس سانت كاثرين [الإنجليزية] شمالهما عند الساعة 7:25 مساءً. عند منتصف الليل تقريبًا، مرت السفينتان بجانب بيشي هيد [الإنجليزية]، وظلت أرييل في المقدمة طوال الوقت.
عند الساعة 3:00 صباحًا يوم 6 سبتمبر، كانت أرييل تقترب من دونجينيس [الإنجليزية]، وبدأت بإرسال إشارات لاستدعاء ربان. في الساعة 4:00 صباحًا توقفت [الإنجليزية] السفينة وأشعلت مشاعل وأطلقت صواريخ إشارات. كانت تايبينغ تقترب بسرعة خلف أرييل عند الساعة 5:00 صباحًا. وبما أن تايبينغ لم تظهر نية للتوقف، أمر القبطان كي بإعادة نشر الأشرعة للحفاظ على الصدارة وضمان الحصول على أول طيار. عند هذه النقطة، اعترف القبطان ماكنون من تايبينغ بالوضع وتوقف أيضًا.
وصل الربان إلى أرييل في الساعة 5:55 صباحًا، مهنئًا القبطان كي بكونها أول سفينة تصل من الصين هذا الموسم. لكنه تلقى الرد: «نعم، لكن ما هو ذلك الشيء  إلى الغرب؟ ليس لدينا ما نتفاخر به بعد». عند الساعة 6:00 صباحًا، انطلقت السفينتان نحو فورلاند الجنوبية [الإنجليزية]. وعلى الرغم من استخدام تايبينغ بعض الأشرعة الإضافية [الإنجليزية]، كانت أرييل متقدمة بحوالي ميل واحد. لاحقًا، أرسلت السفينتان إشارات لطلب قاطرة. هنا حالف الحظ تايبينغ، حيث وصلت قاطرة أفضل وربطتها أولاً، مما جعلها تأخذ الصدارة أثناء سحبها حول ساحل كينت وفي نهر التيمز.
وصلت تايبينغ إلى غريفيسيند [الإنجليزية] قبل أرييل بـ55 دقيقة، لكن ذلك لم يمنحها ميزة، حيث كان على السفينتين انتظار ارتفاع المد. ومع ذلك، كانت المسافة المتبقية لأرييل أقصر، ووصلت إلى بوابات رصيف الهند الشرقية [الإنجليزية] في الساعة 9:00 مساءً، لكن المد لم يكن كافيًا لدخول البوابة. تابعت تايبينغ صعود النهر نحو أرصفة لندن [الإنجليزية]، التي تتميز ببوابات داخلية وخارجية. سمح غاطسها الأخف بعبور البوابات الخارجية، ومُلئ القفل من حوض الميناء، مما سمح لها بالدخول عند الساعة 9:47 مساءً. دخلت أرييل رصيف شرق الهند عند الساعة 10:15 مساءً.

خلال هذا السباق المحتدم على طول الساحل الإنجليزي، كانت السفينة سيريكا تسير بسرعة على الجانب الفرنسي. مرت عبر داونز [الإنجليزية] عند الظهر ودخلت أرصفة الهند الغربية [الإنجليزية] في الساعة 11:30 مساءً، قبل إغلاق بوابات القفل.
يعني ذلك أن السفن الثلاث التي غادرت الصين في نفس المد قطعت أكثر من 14,000 ميل خلال سباق استمر 99 يومًا، ووصلت إلى لندن على نفس المد بفارق أقل من ساعتين بينها.
كانت السفينة فايري كروس ليست بعيدة عن الثلاث الأولى، حيث رصدت جزيرة وايت في الساعة 10:00 صباحًا يوم 7 سبتمبر، لكنها اضطرت إلى الرسو في داونز بسبب قوة الرياح التي بلغت مستوى العاصفة. دخلت لندن في الساعة 8:00 صباحًا يوم 8 سبتمبر. أما السفينة تايتسينغ، فقد وصلت صباح يوم 9 سبتمبر.

### قائمة جزئية للمشاركين في السباق
| اسم السفينة               | 1866 |
| ------------------------- | ---- |
| تايبينغ [الإنجليزية]      | 1    |
| آرييل [الإنجليزية]        | 2    |
| سيريكا [الإنجليزية]       | 3    |
| الأمير الأسود             | x    |
| تيتسينغ [الإنجليزية]      | x    |
| فيري كروس [الإنجليزية]    | x    |
| فولكن                     | x    |
| فلايينغ سبير [الإنجليزية] | x    |
| شاينامان                  | x    |
| يانغتسي                   | x    |
| المجموع للمشاركين         | 16   |

x — شارك
رقم — الترتيب

## التسوية ونهاية القسط

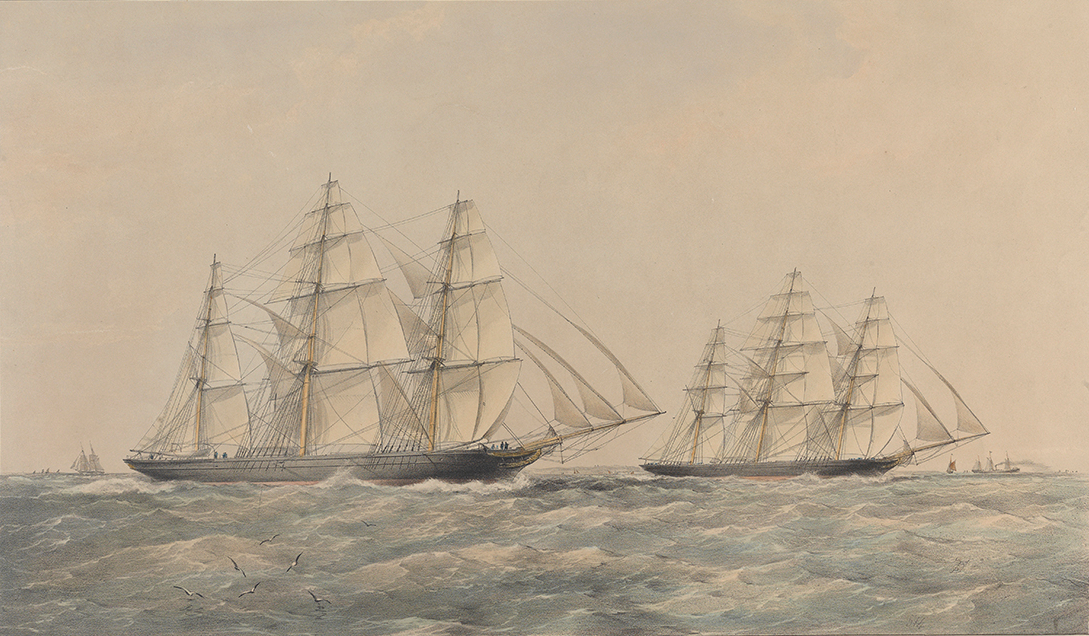
تايبينغ وأرييل يتسابقان على القناة، بريشة تي جي دوتون

كانت السفن السريعة التي أبحرت في بداية موسم الشاي لعام 1866/1867 تتمتع بميزة إضافية في شكل مكافأة قدرها 10 شلنات لكل طن مكتوبة في بوليصة الشحن الخاصة بها. كان يتعين على المستلمين التجاريين [الإنجليزية] دفع هذه المكافأة للسفينة الأولى التي ترسو في لندن، بالإضافة إلى سعر الشحن المعتاد الذي تم التفاوض عليه. بالنسبة لسفينة أرييل في عام 1866، كان سعر الشحن خمس جنيهات إسترلينية للطن. الجدير بالذكر أن «الطن» المستخدم في هذه السندات كان «طن الشحن»، وهو وحدة قياس حجمية. استخدمت السفن البريطانية في تحميل الشاي في الصين في ذلك الوقت طناً يعادل 50 قدماً مكعباً، مقارنة بالسفن الأمريكية التي كانت تستخدم طناً يعادل 40 قدماً مكعباً.  
عادةً، كانت المكافأة الإضافية مبررة بالأرباح الناتجة عن بيع أول شحنة من محصول الشاي الجديد. ولكن في عام 1866، ظهرت مشكلة كبيرة: وصلت أول شحنة من الشاي قبل أكثر من أسبوعين على متن السفينة البخارية إرل كينغ [الإنجليزية]، التي لم تُعتبر جزءاً من السباق. هذا يعني أن التجار كانوا ملتزمين بدفع المكافأة رغم أن شايهم سيُباع بخسارة. بالإضافة إلى ذلك، وصلت أول سفينتين من السفن السريعة إلى قبالة ديل صباح يوم 6 سبتمبر، وتبعتها السفينة الثالثة (سيريكا) في الساعة 1:00 بعد الظهر. تسببت هذه السفن الثلاث في إغراق السوق بشاي الموسم الجديد، مما أدى إلى انخفاض الأسعار أكثر.
كان مالكو ووكلاء أرييل وتايبينغ على دراية تامة بالوضع الحرج الذي يواجهه المستلمون. وبمجرد أن أرسلت سفنهم برقيات من داونز [الإنجليزية]، أصبحوا قلقين من أن أي نتيجة غير حاسمة أو نزاع على النتيجة قد يؤدي إلى إعلان السباق لاغياً، وبالتالي عدم دفع المكافأة للسفينة الأولى التي تصل. لذلك، اتفق الطرفان على أن السفينة التي ترسو أولاً ستطالب بالمكافأة، بينما لن يعترض الطرف الآخر على النتيجة بأي شكل. في المقابل، تم الاتفاق على تقسيم المكافأة بين السفينتين، كما تقاسم القبطانان ماكنون وكي الجائزة المالية البالغة 100 جنيه إسترليني المخصصة لقبطان السفينة الفائزة.
هذا ما حدث بالفعل، حيث طالبت تايبينغ بالمكافأة وقامت بتقاسمها بالتساوي مع أرييل. بعد سباق الشاي لعام 1866، تم التخلي عن المكافأة الخاصة بأول سفينة شاي تصل إلى لندن.

## بداية النهاية لسفن الشاي الشراعية

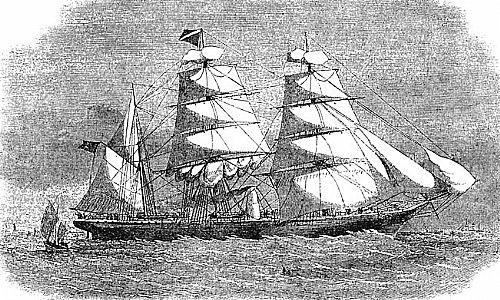
الباخرة المساعدة إيرل كينج

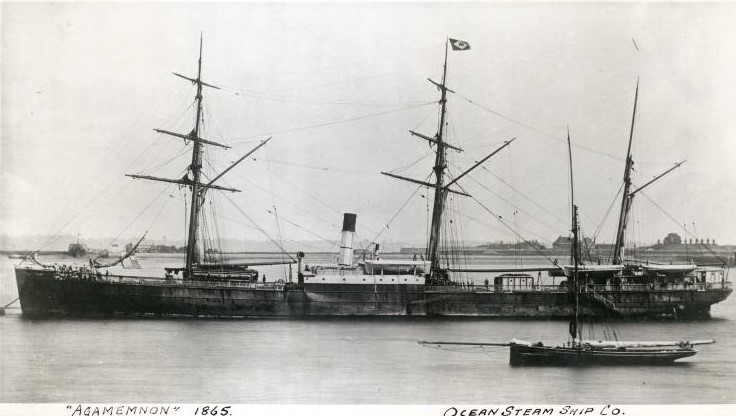
أغاممنون، أول سفينة بخارية تتمتع بكفاءة وقود كافية لتحقيق ربح موثوق به في التجارة مع الصين

عندما غادرت سفن أرييل وفايري كروس وغيرها من السفن السريعة ميناء فوزهو في أواخر مايو 1866، كانت السفينة البخارية المساعدة إرل كينغ تقوم بتحميل شحنة قدرها 1,108,100 رطل من الشاي. أبحرت في 5 يونيو، أي بعد 7 أيام من مغادرة فايري كروس. توقفت السفينة لتعبئة الفحم في موريشيوس في 27 يونيو، أي بعد 22 يومًا، وكانت بالفعل متقدمة على السفن الشراعية التي غادرت قبلها. وصلت إرل كينغ إلى لندن في 22 أغسطس بعد رحلة استغرقت 78 يومًا، شملت يومًا واحدًا لتعبئة الفحم. سبقت السفن السريعة الأولى إلى لندن بـ15 يومًا. السفينة تايبينغ، كما هو مذكور أعلاه، استغرقت 99 يومًا للوصول من الصين إلى لندن.
تعليق الصحف، خاصة في غلاسكو وليفربول، كان يشير إلى أن السفن البخارية ستسيطر قريبًا على تجارة الشاي من الصين. كما أشادت التقارير بالسفينة أغاممنون [الإنجليزية]، وهي سفينة بخارية حقيقية وليست مساعدة مثل إرل كينغ، التي أكملت رحلة ذهاب قياسية استغرقت 65 يومًا وكانت في طريقها للعودة بحمولة شاي كبيرة جدًا. كانت السفينة تتميز باقتصاد كبير في استهلاك الفحم، حيث كانت تستهلك 20 طنًا يوميًا بسرعة 10 عقد، مما يوفر ما بين 14 إلى 23 طنًا يوميًا مقارنة بالسفن البخارية الأخرى في تلك الفترة. أدى نجاح أغاممنون إلى بناء سفينتين شقيقتين لها، أخيلوس (1866) وأياكس (1867).

### تأثير قناة السويس (1869)
أدى افتتاح قناة السويس عام 1869 إلى تقليل المسافة بين الصين ولندن بحوالي 3,250 ميلًا بحريًا (6,020 كم). ومع أن السفن الشراعية كان بإمكانها استخدام القاطرات للعبور عبر القناة، إلا أن ذلك كان صعبًا ومكلفًا. إضافةً إلى ذلك، كانت ظروف الإبحار في شمال البحر الأحمر غير مناسبة لتصميم السفن الشراعية السريعة.  لذا، ظلت السفن الشراعية مضطرة للإبحار حول إفريقيا.
في عام 1870، عند وصول السفن السريعة إلى الصين، واجهت زيادة كبيرة في عدد السفن البخارية التي كانت تحظى بطلب عالٍ. كان سعر الشحن للسفن البخارية يقارب ضعف ما كان يُدفع للسفن الشراعية، كما أن تكلفة التأمين على شحنات الشاي في السفن البخارية كانت أقل بكثير. أدى نجاح السفن البخارية عبر قناة السويس إلى بناء 45 سفينة جديدة عام 1871 في أحواض بناء السفن في كلايد لتجارة الشرق الأقصى. مع ازدياد أعداد السفن البخارية على هذا الطريق، اضطرت السفن الشراعية إلى البحث عن أعمال أخرى، وتقليل التكاليف، وتقليل عدد الطاقم. كما قامت العديد من السفن بتعديل أشرعتها لتصبح سفنًا من نوع برك لتقليل حاجة الطاقم. 

### السباق الأخير
كان آخر سباق بين السفن السريعة جذب الانتباه العام هو بين السفينة ثيرموبايلي [الإنجليزية] وكاتي سارك ‏ عام 1872.

## الأحداث اللاحقة
كانت إرل كينغ أول سفينة تحمل شحنة شاي عبر قناة السويس، ووصلت لندن في 4 أغسطس 1870 بعد رحلة استغرقت 61 يومًا. لاحقًا، خدمت على طرق أستراليا والمحيط الأطلسي. غرقت قبالة سواحل فلوريدا في 16 ديسمبر 1891.
أصيب كابتن تايبينغ،ماكينون، بالحمى الروماتيزمية في رحلته الخارجية التالية وأُنزل على الشاطئ في جنوب أفريقيا. توفي بسبب مضاعفات أثناء عودته إلى منزله في بريطانيا. تحطمت تايبينغ في بحر الصين عام 1871 أثناء رحلتها إلى نيويورك. 
انتقل الكابتن كاي من أرييل إلى أوبرون في خريف عام 1868 - واختفت أرييل أثناء رحلتها من لندن إلى أستراليا في عام 1872. يُعتقد أنها تعرضت لكارثة بسبب تصميمها الذي يجعلها عرضة لموجات عنيفة من الخلف. 
تحطمت سيريكا [الإنجليزية] في جزر باراسيل عام 1872 أثناء رحلتها من هونغ كونغ إلى مونتيفيديو، ولم ينجُ منها سوى شخص واحد.    

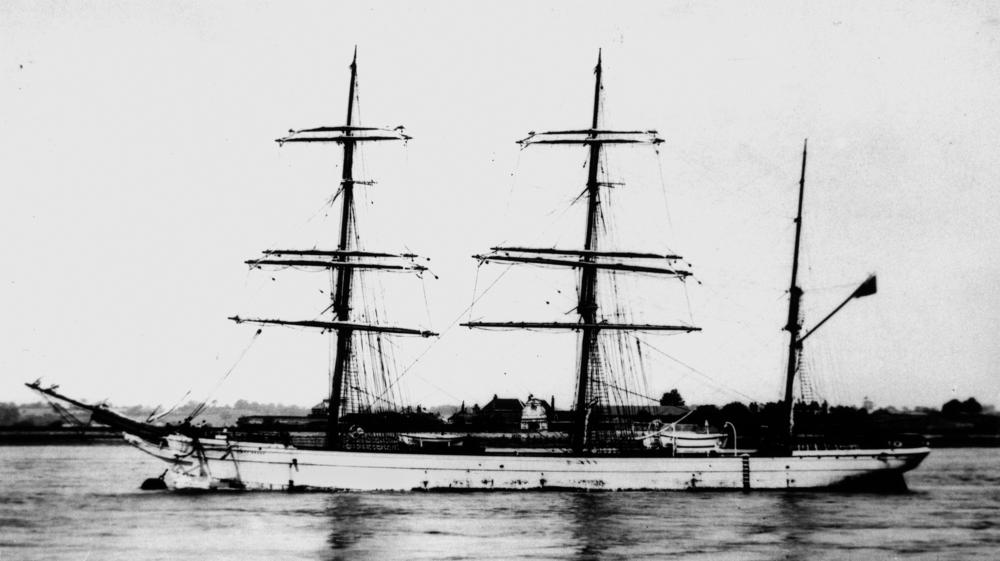
فيري كروس في السنوات اللاحقة، مع تقليص هيكلها إلى القارب.

حملت فيري كروس آخر شحنة شاي في موسم 1872/1873، ثم استمرت في التجارة العامة حتى ضياعها بين عامي 1889 و1893.
حملت تايتسينغ آخر شحنة شاي لها في موسم 1874/1875 (101 يومًا من فوزهو إلى نيويورك)، وغرقت بالقرب من جزر كويريمباس ‏ عام 1883 أثناء رحلتها من سوانزي إلى زنجبار.  
بُنيت كاتي سارك ‏ عام 1869 على أمل أن قناة السويس والسفن البخارية لن تسيطر على تجارة الشاي، لا تزال قائمة كرمز مادي لعصر السفن السريعة وسباق الشاي الكبير عام 1866.

## الملاحظات
1. ↑  كليبرز
2. ↑  الكليبر
3. ↑  فوتشو
4. ↑  افتُتحت في عام 1869
5. ↑  انخفاض بحوالي 3250 ميلًا بحريًا (6020 كيلومتر) أو ما يقرب من ربع المسافة
6. ↑  السعر المدفوع لنقل البضائع
7. ↑  Hankow
8. ↑  Woosung
9. ↑  ألواح خشبية على هيكل حديدي
10. ↑  الصليب الناري
11. ↑  بسبب عدم وجود قاطرة
12. ↑  الثالثة من هذا الحوض من بين السفن الخمس المدرجة هنا
13. ↑  أخذت اسمها من العلامات التعريفية على كل دفعة شاي تحملها
14. ↑  lighters
15. ↑  أُنقذ طاقم القارب في النهاية
16. ↑  163 درجة على بوصلة حديثة
17. ↑  مثل الرياح الجنوبية الغربية القوية عند المغادرة
18. ↑  تايوان
19. ↑  فيتنام حاليًا
20. ↑  فيتنام حاليًا
21. ↑  المسافة بواسطة حاسبة طريق الشحن الحديثة هي13,373 ميل بحري (24,767 كـم؛ 15,389 ميل)ن لندن إلى فوتشو عبر رأس الرجاء الصالح. باستخدام نفس الآلة الحاسبة، الطريق عبر البحر الأبيض المتوسط وقناة السويس هو 10,124 ميل بحري (18,750 كـم؛ 11,650 ميل).الفرق هو 3,249 ميل بحري (6,017 كـم؛ 3,739 ميل).ستتخذ السفينة الشراعية طريقًا أطول للحصول على أفضل الرياح، لذا فإن هذه المقارنة مجرد تقدير تقريبي.[49]

### فهرس
1. ↑  صابري 2024، صفحة 27
2. ↑  Lubbock 1981، صفحات 151-152
3. 1 2 3 4  Lubbock 1981، صفحة 152
4. 1 2  MacGregor 1983، صفحات 122–123
5. 1 2  MacGregor 1983، صفحات 9، 34–35
6. ↑  على سبيل المثال: «إعلانات»، 2 يونيو 1865, ليستر جورنال صفحة 5، عمود 4
7. ↑  MacGregor 1983، صفحات 13،  82،  122
8. ↑  على سبيل المثال: «استعلامات الشحن»، 11 سبتمبر 1865، ليفربول ديلي بوست [الإنجليزية]، صفحة 11 (الطبعة الثالثة)، عمود 2
9. ↑  "Condensed News", 7 أكتوبر 1857، Dumfries and Galloway Standard, صفحة 3، عمود 7
10. ↑  على سبيل المثال: «سباق المحيط العظيم من الصين», 11 أغسطس 1866، ويسترن ديلي برس [الإنجليزية]، صفحة 2، عمود 2
11. 1 2  «سباق المحيط الكبير من الصين»، 1 أغسطس 1866، غلاسكو هيرالد [الإنجليزية]، صفحة 4، عمود 4
12. ↑  Lubbock 1981، صفحة 142
13. ↑  MacGregor 1983، صفحات 235–236
14. ↑  MacGregor 1983، صفحات  235–236
15. 1 2 3 4 5 6 7 8   Lubbock 1981
16. ↑  Shewan 1996، صفحة 128
17. ↑  MacGregor 1983، صفحات 152–157
18. ↑  MacGregor 1983، صفحات 120–123
19. 1 2  MacGregor 1983، صفحة 146
20. ↑  MacGregor 1983، صفحات 166–169
21. ↑  MacGregor 1983، صفحات 146-147
22. ↑  MacGregor 1983، صفحة 135
23. ↑  MacGregor 1983، صفحات 16–17
24. ↑  MacGregor 1983، صفحة 17
25. ↑  MacGregor 1983، صفحة 122
26. ↑  «ملاحظات عرضية»، 11 يونيو 1866، صحيفة بال مول [الإنجليزية]، صفحة 9، عمود 1
27. ↑  على سبيل المثال: «سباق المحيط»، 13 يونيو 1866، جلاسكو هيرالد [الإنجليزية]، صفحة 3، عمود 3
28. ↑  على سبيل المثال: «برقيات رويترز»، 4 أبريل 1866، London Standard، صفحة 6، عمود 2
29. ↑  «سباق المحيط الكبير من الصين»، 10 أغسطس 1866، Liverpool Daily Post، صفحة 4، عمود 6
30. ↑  على سبيل المثال: «سباق المحيط الكبير من الصين»، 8 سبتمبر 1866، دندي كوريه [الإنجليزية]، صفحة 4، عمود 1
31. ↑  MacGregor 1983، صفحات  20–22
32. ↑  MacGregor 1983، صفحة  31
33. ↑  Lubbock 1981، صفحات 269–285
34. 1 2  Lubbock 1981، صفحة 145
35. 1 2 3 4  MacGregor 1983
36. ↑  MacGregor 1983، صفحة  22
37. ↑  MacGregor 1983، صفحات  31, 20
38. ↑  Lubbock 1981، صفحة 147
39. 1 2  Lubbock 1981، صفحات 150–151
40. 1 2  Lubbock 1981، صفحة 150
41. ↑  Lubbock 1981، صفحة 151
42. ↑  Cork Examiner - الاثنين 10 سبتمبر ،1866 صفحة 3، عمود 7
43. ↑  Lubbock 1981، صفحة 153
44. ↑  Lindsay، William Schaw (1876). History of Merchant Shipping and Ancient Commerce Volume 3 (ط. 2001). Adamant Media Corporation. ص. 682. ISBN:978-0543984227.
45. ↑  MacGregor 1983، صفحات 13, 155–157
46. ↑  ليفربول ميركوري – الجمعة 3 أغسطس 1866، الصفحة 7، عمود 8
47. ↑  ستيرلينغ أوبزرفر - الخميس 30 أغسطس 1866، الصفحة 6، العمود 8
48. ↑  غلاسكو هيرالد - الجمعة 24 أغسطس 1866، الصفحة 4، العمود 6
49. ↑  systems, maritime data. "London - Fuzhou distance is 10120 NM - SeaRoutes". m.classic.searoutes.com (بالإنجليزية). Archived from the original on 2021-10-23. Retrieved 2021-10-23.
50. ↑  Jarvis 1993
51. ↑  MacGregor 1983، صفحة 209
52. ↑  "التقرير الشهري عن سوق الشاي"، مورنينج بوست - الجمعة 12 أغسطس 1870، الصفحة 8، العمود 3
53. ↑  شيفيلد ديلي تلغراف – الجمعة 30 سبتمبر 1870، الصفحة 2، العمود 3
54. ↑  "Erl King". مؤرشف من الأصل في 2015-06-27. اطلع عليه بتاريخ 2014-06-17.
55. ↑  جلاسكو هيرالد - الجمعة 22 فبراير 1867، الصفحة 4، العمود 3
56. ↑  MacGregor 1983، صفحة 147
57. ↑  MacGregor 1983، صفحة 157
58. ↑  MacGregor 1983، صفحة 169
59. ↑  مجلة أبردين – الثلاثاء 2 أكتوبر 1883، الصفحة 4، العمود 8

### المعلومات الكاملة للمراجع
بالعربية
- صابري، هلن (30 يوليو 2024). الشاي ؛ تاريخ عالمي. دائرة الثقافة والسياحة – أبوظبي، مركز أبوظبي للغة العربية، مشروع كلمة للترجمة. ISBN:978-9948-770-32-9.

بالإنجليزية
- MacGregor، David R. (1983). The Tea Clippers, Their History and Development 1833–1875. Conway Maritime Press Limited. ISBN:0-85177-256-0.
- Lubbock، Basil (1981) [1914]. The China Clippers. Glasgow: Brown, Son and Ferguson Ltd. ISBN:0851741096.
- Shewan، Andrew (1996) [reprint of 1927 edn.]. The Great Days of Sail, Reminiscences of a Tea-clipper Captain. London: Conway Maritime Press Limited. ISBN:0-85177-699-X.
- Jarvis، Adrian (1993). "Chapter 9: Alfred Holt and the Compound Engine". في Gardiner، Robert؛ Greenhill، Dr. Basil (المحررون). The Advent of Steam - The Merchant Steamship before 1900. Conway Maritime Press Ltd. ص. 158–159. ISBN:0-85177-563-2.

## الروابط الخارجية
- داش ، مايك (15 ديسمبر 2011). سباق الشاي العظيم عام 1866، نشرت على الإنترنت من قبل معهد سميثسونيان في مجلة.
- لوبوك ، باسيل (1914). الصين كليبرز. غلاسكو: جيمس براون وأولاده.